# Real Maracaná
Pour les articles homonymes, voir Maracanã.
Le Club Real Maracaná est un club péruvien de football féminin basé à Lima. 

## Histoire
Fondé le 2 octobre 2000, le Real Maracaná est un animateur du championnat métropolitain de Lima et Callao dont il atteint la finale en 2009 et 2011. En 2013, il remporte ledit tournoi en s'imposant en finale sur le JC Sport Girls (1-0, but de Carmen Quezada). L'année suivante, il devient champion du Pérou en battant le Club Internacional d'Arequipa 4-0.
La victoire lors du championnat du Pérou 2014 lui donne l'occasion de disputer la Copa Libertadores 2014. Le Real Maracaná, éliminé dès la phase de groupes, y joue trois matchs, s'offrant une victoire sur le club bolivien de Mundo Futuro FC (3-2) et deux défaites (0-7 contre São José EC  et  1-4 face à Boca Juniors).

## Résultats sportifs

### Palmarès
| Compétitions nationales                       | Compétitions régionales                                                                             |
| - Championnat du Pérou (1) - Champion : 2014. | - Championnat métropolitain (Lima et Callao) (1) - Champion : 2013. - Vice-champion : 2009 et 2011. |

### Bilan et records

#### Au niveau national
- Saisons au sein du championnat du Pérou (étape nationale) : 1 (2014).

#### Au niveau international
- Copa Libertadores : 1 participation (2014).
- Plus large victoire obtenue en compétition officielle :
  - Real Maracaná 3:2 Mundo Futuro FC (Copa Libertadores 2014).
- Plus large défaite concédée en compétition officielle :  
  - São José EC 7:0 Real Maracaná (Copa Libertadores 2014).

## Personnalités du club

### Anciennes joueuses
- Sandra Arévalo
- Nahomi Martínez
- Cindy Novoa
- Steffani Otiniano

### Entraîneurs
- Juan Urbano[6] (2010)
- Luis Benvenutto[7] (2011)
- Jhon Palomino[4] (2013)
- Moisés Zamudio[8] (2014)